# Pacific Rim: Vùng tối
Pacific Rim: Vùng tối (tên gốc tiếng Anh: Pacific Rim: The Black) là ONA của Nhật Bản và Hoa Kỳ dựa trên phim điện ảnh Siêu đại chiến do Guillermo del Toro đạo diễn và Pacific Rim: Trỗi dậy do Travis Beacham đạo diễn. Được Greg Johnson và Craig Kyle phát triển và đồng biên kịch cho Netflix, phim truyền hình được phát hành vào ngày 4 tháng 3 năm 2021. Mùa thứ hai và là mùa cuối cùng dự kiến phát hành vào ngày 19 tháng 4 năm 2022.

## Nội dung
Lấy bối cảnh trong tương lai xa, một chủng tộc quái vật gọi là Kaiju đã trỗi dậy từ Vành đai lửa Thái Bình Dương từ các "Lỗ hổng" và tràn vào lục địa Úc. Con người chế tạo những người máy vũ trang khổng lồ gọi là Jaeger để chống lại, nhưng gặp thất bại và lục địa bị bỏ hoang chỉ còn lại những người sống sót ở những vùng biệt lập. Hai anh em Taylor và Hayley Travis bị cha mẹ bỏ lại để rời đi chống lại Kaiju, nhưng họ không bao giờ trở lại. Năm năm sau, Hayley tình cờ nhìn thấy một Jaeger huấn luyện bị bỏ rơi từ lâu có tên là Atlas Destroyer, cô và Taylor đã kích hoạt người máy và bắt đầu hành trình tìm kiếm cha mẹ mình. Không chỉ phải đối phó với những Kaiju mà còn phải đối đầu với những kẻ buôn bán nội tạng kaiju cướp với âm mưu cướp lấy Atlas Destroyer từ tay họ.

## Lồng tiếng

### Nhân vật chính
- Calum Worthy[5] vai Taylor Travis
  - Cole Keriazakos vai Taylor Travis (trẻ)
- Gideon Adlon[5] vai Hayley Travis
  - Camryn Jones vai Hayley Travis (trẻ)
- Erica Lindbeck[5] vai LOA

### Nhân vật phụ
- Ben Diskin vai Nhóc Kaiju
- Victoria Grace vai Mei
- Andy McPhee vai Shane

### Nhân vật định kỳ
- Jason Spisak vai Ford Travis
- Allie MacDonald vai Brina Travis
- David Errigo Jr. vai Root
- Bryton James vai Corey
- Martin Klebba vai Spyder
- Leonardo Nam vai Rickter
- Nolan North vai Marshall Rask
- Vincent Piazza vai Joel
- Ryan Robinson vai Demarcus
- Ron Yuan vai Shiro Ito

### Khách mời
- Max Martini vai Hercules "Herc" Hansen (âm thanh lưu trữ)

## Sản xuất
Tháng 11 năm 2018, Netflix cho biết một loạt phim hoạt hình chuyển thể dựa trên hai tác phẩm Siêu đại chiến do Guillermo del Toro đạo diễn và Pacific Rim: Trỗi dậy do Travis Beacham đạo diễn đang trong quá trình phát triển. Ban đầu phim truyền hình được lên lịch ra mắt vào năm 2020. Trong sự kiện trực tiếp ảo "Lễ hội Anime" vào tháng 10 năm 2020, tựa đề Pacific Rim: Vùng tối cùng thời điểm phát hành vào năm 2021 được tiết lộ. Một mùa thứ hai của loạt phim cũng cũng được bật đèn xanh. Loạt phim được sản xuất bởi công ty Mỹ Legendary Television, và hoạt họa bởi xưởng phim Polygon Pictures của Nhật. Greg Johnson và nhà văn Craig Kyle đảm nhiệm phần cốt truyện, còn Brandon Campbell thì thực hiện phần âm nhạc cho loạt phim. Loạt phim do Kim Jae-hong và Hayashi Hiroyuki đạo diễn; ngoài ra Iwata Takeshi, Sugai Susumu và Uemoto Masayuki cũng góp vai trò chỉ đạo đạo diễn cho một số tập phim. Chỉ đạo nghệ thuật của loạt phim là Moriyama Yūki.
Một vài nhà sáng tạo đã đưa ra ý tưởng cho Legendary, và cuối cùng ý tưởng của Greg Johnson và Craig Kyle đã chuyển tới giới thiệu cho Netflix. Trước khi bắt đầu sản xuất loạt phim, Johnson và Kyle đã nghĩ đến việc thực hiện tác phẩm ở định dạng hoạt hình 2D hoặc 3D, nhưng thời điểm đó cả hai vẫn chưa quyết định nên đi theo hướng nào. Họ càng nghĩ nhiều về chi phí của hoạt hình 2D và các giới hạn của hoạt hình 2D đối với một số khía cạnh nhất định của loạt phim, chẳng hạn như cách máy quay di chuyển trong môi trường 2D với độ chi tiết cao, họ càng nghiêng về việc sử dụng hoạt hình 3D. Cuối cùng, Johnson và Kyle đã quyết định sản xuất loạt phim dưới dạng hoạt hình 3D, nhưng cả hai cũng muốn giữ tính thẩm mỹ 2D, và điều này dẫn họ đến với hãng Polygon Pictures, nơi được cho là "bậc thầy trong cách tiếp cận này." Giám đốc đại diện của Polygon Pictures, Shūzō John Shiota – người từng là giám đốc sản xuất của loạt phim, và nhà sản xuất Jack Liang bày tỏ sự phấn khích trước ý tưởng sản xuất một tác phẩm trong vũ trụ Pacific Rim nên đã nhận lời thực hiện dự án này. Các nhân viên của Polygon Pictures đã xử lý phần lớn công việc thiết kế của loạt phim, với sự trợ giúp của đạo diễn giám sát Jae-hong Kim; các thiết kế trong tác phẩm đều được thảo luận tại Tokyo.

## Tập phim

### Mùa 1 (2021)
| TT. tổng thể | TT. trong mùa phim | Tiêu đề           | Đạo diễn                                   | Biên kịch               | Ngày phát sóng gốc |
| --- | ------------------ | ----------------- | ------------------------------------------ | ----------------------- | ------------------ |
| 1 | 1                  | "Đến từ Bóng tối" | Iwata Takeshi Sugai Susumu Uemoto Masayuki | Greg Johnson Craig Kyle | 4 tháng 3 năm 2021 |
| Lục địa Úc bị tràn ngập bởi những con quái vật mạnh mẽ được gọi là Kaiju và anh chị em Taylor và Hayley Travis bị bỏ lại Lưu vực Bóng tối khi cha mẹ của họ, hai phi công Jaeger, phải rời đi để tìm sự giúp đỡ ở Sydney. Năm năm sau, những người sống sót đã xây dựng một cộng đồng tự duy trì tại Lưu vực Bóng tối. Một ngày nọ, Hayley vô tình tìm thấy một chiếc Mk III cũ, là một Jaeger huấn luyện mang tên Atlas Destroyer, nhưng âm thanh kích hoạt Jaeger đã thu hút một Kaiju gân đỏ khổng lồ Cấp IV có mật danh là Copperhead. Kaiju xông tới phá hủy khu định cư, giết chết tất cả những người cư ngụ tại đây. Taylor và Hayley quyết định hợp thể và dùng Jaeger Atlas Destroyer để làm tê liệt Kaiju, sau đó bỏ đi tới Sydney. |                    |                   |                                            |                         |                    |
| 2 | 2                  | "Vào Vùng tối"    | Iwata Takeshi Sugai Susumu                 | Greg Johnson Craig Kyle | 4 tháng 3 năm 2021 |
| Taylor và Hayley dần dần học cách lái Atlas Destroyer với sự hỗ trợ của AI LOA. Họ đến được thành phố Meridian, nhưng các năng lượng của Jaeger đã cạn kiệt. Trong khi đi bộ tìm kiếm pin năng lượng mới, họ bị tấn công bởi các Kaiju giống chó, tuy nhiên một con quái vật cao chót vót lai giữa Kaiju và Jaeger đã ăn thịt một trong số những con Kaiju giống chó này. Tại hầm trụ sở Lực lượng Phòng thủ Vành đai Thái Bình Dương (PPDC), cả hai bắt gặp một cậu bé tóc bạc bị nhốt trong một buồng chứa chất lỏng, và họ quyết định đập vỡ bình chứa và mang cậu theo cùng. Cùng lúc đó cả hai cũng tìm thấy một cục pin năng lượng, nhưng cục pin đã bị hư hỏng trong lúc cả hai chạy trốn khỏi thành phố, điều này buộc hị phải cố gắng tìm một cục pin khác. |                    |                   |                                            |                         |                    |
| 3 | 3                  | "Bogan"           | Uemoto Masayuki                            | Greg Johnson Craig Kyle | 4 tháng 3 năm 2021 |
| Taylor, Hayley và đứa trẻ bị câm – mà cả hai gọi là Nhóc – nhìn thấy bốn người khác ở phía xa gần một con sông, dường như đám người đang thu thập trứng Kaiju. Cậu bé chạy về phía họ nhưng bị con Kaiju mẹ phát hiện. Nó tấn công và giết chết hai trong số những kẻ trộm trứng trước khi những người khác tiêu diệt nó bằng một quả lựu đạn phóng tên lửa. Những người sống sót, Rickter và Mei, đưa Taylor, Hayley và Nhóc đến trại di động Bogan. Tên cầm đầu, Shane, giao dịch trứng Kaiju với một người thuộc đội của Ferno để đổi lấy các bộ phận của Jaeger và hai cục pin năng lượng. Sau đó Ferno giao dịch những quả trứng cho một nhóm được gọi là "Hội Tu sĩ" sống trên đồi. Việc buôn bán bị gián đoạn bởi một cuộc ẩu đả giữa Rickter và anh em nhà Travis, dẫn đến một cuộc đấu súng. Cuối cùng, Shane phá hủy những quả trứng, buộc Ferno phải rời đi. Shane thẩm vấn Taylor bằng cách sử dụng cầu nối thần kinh đã được sửa đổi để trích xuất ký ức của cậu, và sau đó hắn đã biết được về sự tồn tại của Jaeger Atlas Destroyer. |                    |                   |                                            |                         |                    |
| 4 | 4                  | "Kích hoạt"       | Sugai Susumu                               | Paul Giacoppo           | 4 tháng 3 năm 2021 |
| Taylor thức dậy và thấy lính trại Bogan đang trên đường đến Meridian để lấy Atlas Destroyer. Họ sử dụng pin năng lượng để khởi động lại Atlas Destroyer. Kỹ thuật viên của Bogan, Joel Wyrick, cố gắng hợp thể với các thành viên khác nhưng đều thất bại, dẫn đến việc Joel bị tổn thương thần kinh. Trong khi đó, LOA cảnh báo Kaiju Copperhead đang đi về phía cả nhóm. Shane ra lệnh cho Taylor lái Atlas Destroyer cùng Mei. Việc hợp thể của họ không hoàn chỉnh, và khi Taylor cố gắng chiến đấu với Kaiju, nó đã cắn và ăn cánh tay phải của Jaeger. Taylor và Mei đưa Atlas Destroyer vào một bãi mìn và yêu cầu Spyder cố gắng cho nổ mìn từ xa để làm Kaiju bất tỉnh. Shane tức giận vì thiệt hại gây ra cho Atlas Destroyer, yêu cầu Taylor, Hayley và Nhóc rời đi và bỏ lại Jaeger tại Bogan. |                    |                   |                                            |                         |                    |
| 5 | 5                  | "Trốn khỏi Bogan" | Uemoto Masayuki                            | Nicole Dubuc            | 4 tháng 3 năm 2021 |
| Mei nghi ngờ rằng Shane có kế hoạch giết nhóm Taylor, Hayley và Nhóc nên đã cảnh báo họ rời đi trước khi mặt trời mọc. Shane ra lệnh cho Joel vận hành Jaeger, nhưng tổn thương não do thất bại trong việc hợp thể với các phi công Bogan tiềm năng khác đã cản trở anh. Shane sai Rickter đi giết bộ ba, và trong lúc giằng co, Rickter đã bắn Nhóc, nhưng cậu bé này vẫn sống. Mei đến và giết Rickter, sau đó đưa Taylor trở lại Atlas Destroyer để cậu có thể sửa chữa nó, tuy nhiên Hayley và Nhóc đã bị bắt. Joel gợi ý rằng Taylor sẽ tự lái chiếc Jaegar sử dụng phương pháp mạo hiểm "lái với bản sao phi công", tức là hợp thể với ký ức của một cựu phi công. Taylor thành công khi sử dụng ký ức của Herc Hansen và sử dụng Atlas Destroyer để giải cứu Hayley và Nhóc. Sau đó cậu đưa Mei vào trong Atlas Destroyer, nhưng gục ngã vì kiệt sức nên Hayley và Mei đã hợp thể và lái Atlas Destroyer cùng nhau bỏ đi. Shane gọi Mei qua bộ đàm của cô, Joel trả lời và Shane cho nổ thiết bị, giết chết anh. |                    |                   |                                            |                         |                    |
| 6 | 6                  | "Nghĩa địa"       | Sugai Susumu                               | Paul Giacoppo           | 4 tháng 3 năm 2021 |
| Sau khi chôn cất Joel, Mei rời nhóm. Các hố sâu tĩnh điện gọi là "Lỗ hổng" bắt đầu xuất hiện, và Atlas Destroyer bắt đầu rơi xuống một hố sâu. Taylor và Hayley nhảy lên Jaeger và tìm cách giải cứu Atlas Destroyer. Cậu bé Nhóc bỗng nhiên biến mất, nhưng cả hai tìm thấy cậu trong một nghĩa địa với bộ xương của các Kaiju khác nhau gồm Leatherbacks, Slatterns và Mutavores, ngoài ra còn có các Jaeger bị phá hủy như November Ajax, Valor Omega, Titan Redeemer, và 23 Jaeger không người lái từ Cuộc chiến Trỗi dậy. Khi nhìn thấy một Jaeger tên là Horizon Bravo, LOA gặp trục trặc và tạm thời ngừng hoạt động. Taylor cũng được biết là bản thân cậu đã hấp thụ một số ký ức của Herc Hansen từ quá trình hợp thể, khiến cậu bị nhầm lẫn kỹ ức. Hai anh em Travis tìm thấy Nhóc ở gần một lỗ hổng khác, nhưng một Kaiju Cấp III tên Acidquill xuất hiện từ vực sâu. Nó tấn công Atlas Destroyer nhưng con Kaiju lai máy từ Meridian đã xuất hiện và giết nó. Nhóc dường như có thể tạo cầu nối thần kinh với Kaiju lai máy, qua đó hai anh em Travis cũng nhìn thấy được hình ảnh từ Cuộc chiến Trỗi dậy, tức thời điểm mà các tế bào não Kaiju lây nhiễm vào các Jaeger không người lái. Kaiju lai máy, tên là Apex, là Jaeger không người lái duy nhất sống sót; và nó đã phát triển thành người máy sinh học duy nhất không có lòng trung thành. Apex đã thiết lập cầu nối tinh thần với Nhóc ở Meridian và thiết lập hai anh em Travis là bạn của Nhóc. Apex lấy một cánh tay Jaeger từ đống phế liệu và đưa cho Atlas Destroyer. Sau khi Taylor và Hayley cài đặt cánh tay, vốn là của Jaeger Chaos Nemesis, họ phát hiện ra rằng cánh tay này mang vũ khí chuỗi kiếm bằng thép. Apex ăn con Kaiju đã chết trong khi Nhóc gia nhập lại với Taylor và Hayley. |                    |                   |                                            |                         |                    |
| 7 | 7                  | "Trận quyết đấu"  | Uemoto Masayuki                            | Greg Johnson Craig Kyle | 4 tháng 3 năm 2021 |
| Taylor nhấn vào LOA để biết thêm thông tin về Cuộc chiến Trỗi dậy và lý do tại sao AI này lại ngừng hoạt động khi nhìn thấy Horizon Bravo, nhưng AI này từ chối giải thích. LOA phát hiện tín hiệu từ một Jaeger không rõ danh tính từ thành phố Clayton nên họ đưa Atlas Destroyer đến đó. Khi tới nơi, họ tìm thấy Mei và cả bốn dành thời gian để thư giãn cùng nhau trong một quán cà phê, tuy nhiên Mei nhớ lại những sự kiện không vui trong quá khứ khiến tâm trạng của cô thay đổi. Trong khi khám phá, cặp đôi Travis tìm thấy xác của Hunter Vertigo, Jaeger của cha mẹ họ. Họ vào trong Jaeger và truy cập những tin nhắn cuối cùng mà cha mẹ của họ, Rangers Ford và Brina Travis để lại. Lúc này, Kaiju Copperhead xuất hiện và tấn công, khiến Hayley bị thương. Taylor và Mei vào Atlas Destroyer, trong khi Nhóc ở lại để bảo vệ Hayley. Khi Kaiju tấn công, Nhóc biến thành Kaiju khổng lồ gân xanh và tấn công Copperhead, và bị chôn vùi dưới hàng tấn đống đổ nát. Atlas Destroyer sử dụng chuỗi kiếm để tấn công Copperhead, cùng lúc đó, Hayley kích hoạt tên lửa hạt nhân trong Hunter Vertigo và phá hủy Copperhead. Cô trở lại với Nhóc Kaiju, vẫn còn bị mắc kẹt nhưng còn sống. Taylor nhận ra rằng các Tốc Precursor, những kẻ đã tạo ra Kaiju, lại có thể tạo ra những Kaiju giống con người. Trên những mái nhà phía trên, một nhóm Tu sĩ xuất hiện và tuyên bố rằng Kaiju Messiah đã xuất hiện. |                    |                   |                                            |                         |                    |

## Phát hành
Mùa thứ nhất của Pacific Rim: Vùng tối được ra mắt trên Netflix vào ngày 4 tháng 3 năm 2021. Teaser trailer được phát hành vào ngày 1 tháng 2, còn đoạn trailer đầy đủ được đăng tải vào ngày 5 tháng 2. Trailer cuối cùng được phát hành vào ngày 26 tháng 2.

## Đón nhận
Trên hệ thống tổng hợp kết quả đánh giá Rotten Tomatoes, loạt phim nhận được 75% lượng đồng thuận dựa theo 12 bài đánh giá, với điểm trung bình là 7/10. Các chuyên gia của trang web nhất trí rằng, "Dù Pacific Rim: Vùng tối chứa đựng tất cả những điều gay cấn nhưng lại có quá ít chất dí dỏm để có thể tạo nên sự khác biệt cho thương hiệu Pacific Rim, thì phần hình ảnh cuốn hút và việc mở rộng loạt phim có thể sẽ làm hài lòng những người hâm mộ Kaiju."